# فليبا
فلِيبَا (Flippa) هو سوق إلكتروني لبيع وشراء الأعمال التجارية عبر الإنترنت، ومقره في ملبورن ، أستراليا، وسان فرانسيسكو.

## التاريخ
أسس كلاً من «مارك هاربوتل» و«مات ميكييويز» موقع Flippa باسم سوق SitePoint ،  وأصبح موقعاً منفصلاً في يونيو 2009. وبحلول عام 2015، تم تداول أكثر من 140 مليونَ دولاراً عبره لشراء مواقع الويب والنطاقات وتطبيقات الهاتف المحمول.
تأتي نصف إيرادات فلِيبَا من بيع مواقع الويب، بينما تساهم مبيعات أسماء النطاقات بحوالي 30٪ من الصفقات. أغلى عملية بيع حتى الآن كانت لـ planetrx.com   والذي تم بيعه بمبلغ 1,200,000 دولار أمريكي وكان أغلى اسم نطاق هو StockPhoto.com   والذي بِيعَ بسعر 250,000 دولار. المواقع والنطاقات البارزة الأخرى التي تم بيعها من خلال فلِيبَا تضمنت موقع مارك زوكربيرج السابق Facemash ،  قصة نجاح بين عشية وضحاها، shipyourenemiesglitter.com ،  و Retwitter.com. خلال الانتخابات الرئاسية الأمريكية لعام 2012 ، تم إدراج اسم المجال RomneyRyan.com في فلِيبَا  ليصل إلى 8,050 دولار أمريكي عبر المزايدات، ولكن لم يتم بيعه. وفي العام التالى انخفض سعره، وتم بيعه عبر جو دادي مقابل 235 دولارًا أمريكيًا فقط.
في مايو 2015، اشترت Flippa.com شركة دومين هولدينغ، وهي شركة وساطة لأسماء النطاقات ومقرها فلوريدا.
في 27 أغسطس 2015، تم بيع Potato Parcel على موقع فلِيبَا Flippa مقابل 42,000 دولار أمريكي. سابقًا، تم بيع موقع الويب الترفيهي ShipYourEnemiesGlitter.com من صاحبه Matthew Carpentor مقابل 85,000 دولاراً.